# 卢博什·科泽尔
卢博什·科泽尔（捷克語：Luboš Kozel，1971年3月16日—），捷克前男子足球运动员，场上位置是后卫。他曾代表捷克国家队参加1997年国际足联联合会杯，结果队伍获得季军。